# Gara (Bács-Kiskun)
Gara es un pueblo ubicado en el distrito de Baja, en el condado de Bács-Kiskun, Hungría.

## Superficie
Posee una superficie de 59,96 kilómetros cuadrados.

## Demografía
Hasta 2019 la población era de 2265 habitantes, con una densidad de población de 37,78 habitantes por kilómetro cuadrado.